# 廖屯镇
廖屯镇，是中华人民共和国辽宁省锦州市北镇市下辖的一个乡镇级行政单位。

## 行政区划
廖屯镇下辖以下地区：
廖屯村、西珠宝村、小祖村、罗屯村、东珠村、大亮甲村、沈屯村、广宁站村、东满井子村、兴隆店村、北三台子村、曹屯村、大祖村、北王屯村、陈屯村、赖公村、北鸭台村、腰鸭台村、瓦房村和徐屯村。